# Schizocosa ehni
Schizocosa ehni là một loài nhện trong họ Lycosidae.
Loài này thuộc chi Schizocosa. Schizocosa ehni được Roger de Lessert miêu tả năm 1933.